# Sven Stojanovic
Sven Nikola Stojanović (nasceu a 14 de Novembro de 1969) é um realizador Sueco de origens Sérvias e Croatas mais envolvido com as produções da TV Sueca. 
Sven Stojanović dirigiu e produziu o Melodifestivalen 2008 e também trabalhou como realizador no Festival Eurovisão da Canção 2008, realizado em Belgrado, Sérvia. Já tinha realizado também outras 3 edições do Festival Eurovisão da Canção, em 2003, 2004 e 2005, e co-produziu com Marcus Bratten o ESC 2000 realizado em Estocolmo.
Realizou programas suecos como Fotbollsgalan, Grammis, Guldbagge Awards, e Idrottsgalan (prémios a atletas), bem como a primeira produção em directo de HDTV na Suécia, em 2006.